# Saison 2020-2021 des Canucks de Vancouver
Autres saisons
Saison précédente Saison suivante
La saison 2020-2021 des Canucks de Vancouver est la 51e saison de hockey sur glace jouée par la franchise dans la Ligue nationale de hockey. Cette saison est particulière, à cause de la pandémie de la Covid-19, débute en janvier et se dispute sur un calendrier condensé de 56 matchs.

## Avant-saison

### Contexte
Après deux saisons sans série éliminatoire, les Canucks sont dans une lutte serrée pour participer à celle de 2019-2020 au moment de la crise de la COVID-19. La saison régulière ayant été interrompue, la ligue met en place un tour de qualification où les Canucks, pointant à la septième de l’association de l’Ouest au moment de l’interruption du championnat, affrontent le Wild du Minnesota, dixième de ce même classement. Les deux équipes étant tellement proche, qu’il faut disputer les cinq matchs et même des prolongations pour les départager. Vancouver parvient à éliminer le Minnesota et se rend en quart de finale de la Coupe Stanley. Ils y affrontent Saint-Louis, le tenant du titre. Il leur faut six matchs pour les vaincre, Jacob Markström réalise des exploits devant les buts des Canucks, présentant un taux d’arrêts de nonante-trois pour-cent, encaissant seize buts sur les deux-cent-vingt-neuf tirs reçus. En demi-finale, ils affrontent les Golden Knights de Vegas qui vont les éliminer en sept matchs. Durant ces séries, les jeunes ont démontré qu’ils avaient gagné beaucoup de maturité dans leur jeu et prenant les rênes de l’équipe.

### Mouvements d’effectifs

#### Transactions
| Date            | Acquisition des Canucks                                          | Partenaire d'échange    | Acquisition du partenaire                    |
| --------------- | ---------------------------------------------------------------- | ----------------------- | -------------------------------------------- |
| 12 octobre 2020 | Nate Schmidt                                                     | Golden Knights de Vegas | Choix de troisième tour au repêchage de 2022 |
| 12 avril 2021   | Matthew Highmore                                                 | Blackhawks de Chicago   | Adam Gaudette                                |
| 12 avril 2021   | Choix de sixième tour au repêchage de 2021                       | Jets de Winnipeg        | Jordan Benn                                  |
| 12 avril 2021   | Madison Bowey et un choix de cinquième tour au repêchage de 2021 | Blackhawks de Chicago   | Choix de quatrième tour au repêchage de 2021 |
| 17 juillet 2021 | Jason Dickinson                                                  | Stars de Dallas         | Choix de troisième tour au repêchage de 2021 |

#### Signatures d'agent libre
| Joueur             | Date            | Ancienne franchise     | Durée du contrat |
| ------------------ | --------------- | ---------------------- | ---------------- |
| Braden Holtby      | 9 octobre 2020  | Capitals de Washington | 2 ans            |
| Jayce Hawryluk     | 19 octobre 2020 | Sénateurs d'Ottawa     | 1 an             |
| Carson Focht       | 6 janvier 2021  | Hitmen de Calgary      | 3 ans            |
| Travis Hamonic     | 12 janvier 2021 | Flames de Calgary      | 1 an             |
| Vassili Podkolzine | 30 mai 2021     | SKA Saint-Pétersbourg  | 3 ans            |
| Karel Plášek       | 1er juin 2021   | HC Kometa Brno         | 3 ans            |

#### Départs d'agent libre
| Joueur            | Date            | Franchise suivante    |
| ----------------- | --------------- | --------------------- |
| Jacob Markström   | 9 octobre 2020  | Flames de Calgary     |
| Christopher Tanev | 9 octobre 2020  | Flames de Calgary     |
| Louis Domingue    | 10 octobre 2020 | Flames de Calgary     |
| Troy Stecher      | 10 octobre 2020 | Red Wings de Détroit  |
| Tyler Toffoli     | 12 octobre 2020 | Canadiens de Montréal |
| Josh Leivo        | 24 octobre 2020 | Flames de Calgary     |
| Oscar Fantenberg  | 27 octobre 2020 | SKA Saint-Pétersbourg |

#### Prolongations de contrat
| Joueur              | Date             | Durée du contrat |
| ------------------- | ---------------- | ---------------- |
| Zack MacEwen        | 6 octobre 2020   | 2 ans            |
| Tyler Motte         | 9 octobre 2020   | 2 ans            |
| Ashton Sautner      | 13 octobre 2020  | 1 an             |
| Jake Kielly         | 16 octobre 2020  | 1 an             |
| Adam Gaudette       | 19 octobre 2020  | 1 an             |
| Jake Virtanen       | 22 octobre 2020  | 2 ans            |
| Guillaume Brisebois | 30 octobre 2020  | 1 an             |
| Jalen Chatfield     | 9 décembre 2020  | 1 an             |
| Tyler Graovac       | 13 décembre 2020 | 1 an             |
| Justin Bailey       | 17 décembre 2020 | 1 an             |
| Thatcher Demko      | 8 avril 2021     | 5 ans            |
| Tanner Pearson      | 8 avril 2021     | 3 ans            |

#### Arrivées au ballotage
| Joueur      | Date         | Ancienne franchise     |
| ----------- | ------------ | ---------------------- |
| Jimmy Vesey | 17 mars 2021 | Maple Leafs de Toronto |
| Travis Boyd | 22 mars 2021 | Maple Leafs de Toronto |

#### Retrait de la compétition
| Joueur          | Date           |
| --------------- | -------------- |
| Richard Bachman | 2 octobre 2020 |

### Joueurs repêchés
Les Canucks possèdent le 82e droit lors du repêchage de 2020 se déroulant virtuellement. Ils sélectionnent au troisième tour Joni Jurmo, défenseur du Jokerit M20 de la  SM-liiga M20. La liste des joueurs repêchés en 2020 par les est la suivante :
| Tour | Choix | Nom             | Poste         | Nationalité | Équipe précédente                                      |
| ---- | ----- | --------------- | ------------- | ----------- | ------------------------------------------------------ |
| 3    | 82    | Joni Jurmo      | Défenseur     | Finlande    | Jokerit M20 (SM-liiga M20)                             |
| 4    | 113   | Jackson Kunz    | Ailier gauche | États-Unis  | Shattuck-Saint Mary CHEA                               |
| 5    | 144   | Jacob Truscott  | Défenseur     | États-Unis  | United States National Team Development Program (USHL) |
| 6    | 175   | Dmitri Zlodeïev | Centre        | Russie      | HK Dinamo Moscou 2 (MHL)                               |
| 7    | 191   | Viktor Persson  | Défenseur     | Suède       | Blazers de Kamloops (LHOu)                             |

1. ↑  Choix acquis le 16 janvier 2019, lors d’un échange avec les Ducks d'Anaheim en compagnie de Luke Schenn contre Michael Del Zotto[36]

Les Canucks ont également cédé trois de leurs choix d'origine : 
- le 20e, un choix de premier tour acquis par les Devils du New Jersey au Lightning de Tampa Bay le 16 février 2020 avec Nolan Foote contre Blake Coleman[37].
- le 51e, un choix de deuxième tour acquis par les Red Wings de Détroit aux Kings de Los Angeles le 7 octobre 2020, en compagnie d'un choix de quatrième ronde, en retour d'un choix de deuxième ronde[38].
- le 196e, un choix de septième tour acquis par les Sharks de San José aux Rangers de New York le 7 octobre 2020, en compagnie d’un autre choix de septième ronde contre un choix de cinquième ronde[39].

## Composition de l'équipe
L'équipe 2020-2021 des Canucks est entraînée par Travis Green, assisté de Nolan Baumgartner, Newell Brown, Ian Clark, Darryl Seward, Jason King et Christopher Higgins ; le directeur général de la franchise est James Benning.
Les joueurs utilisés depuis le début de la saison sont inscrits dans le tableau ci-dessous. Les buts des séances de tir de fusillade ne sont pas comptés dans ces statistiques. Certains des joueurs ont également joué des matchs avec l'équipe associée aux : les Comets d'Utica, franchise de la Ligue américaine de hockey.
En raison de la pandémie, la ligue met en place un encadrement élargis appelé Taxi-squad. Il s'agit de joueurs se tenant à disposition avec l'équipe prêt à remplacer un joueur qui serait tester positif à la COVID-19. Quatre parmi eux n'ont disputé aucune rencontre avec les Canucks, il s'agit de Madison Bowey, de Michael DiPietro, de Ashton Sautner et de Artūrs Šilovs.
| No | Nationalité | Joueur         | PJ | V  | D  | DP | Min   | BC | BL | Moy  | %Arr | A | Pun | Commentaire |
| -- | ----------- | -------------- | -- | -- | -- | -- | ----- | -- | -- | ---- | ---- | - | --- | ----------- |
| 35 | États-Unis  | Thatcher Demko | 35 | 16 | 18 | 1  | 2 087 | 99 | 1  | 2,85 | 91,5 | 0 | 0   |             |
| 49 | Canada      | Braden Holtby  | 21 | 7  | 11 | 3  | 1 261 | 77 | 0  | 3,67 | 88,9 | 1 | 0   |             |

| No | Nationalité | Joueur              | PJ | B | A  | Pts | Pun | Commentaire                                |
| -- | ----------- | ------------------- | -- | - | -- | --- | --- | ------------------------------------------ |
| 3  | États-Unis  | Jack Rathbone       | 8  | 1 | 2  | 03  | 0   |                                            |
| 8  | Canada      | Jordan Benn         | 31 | 1 | 8  | 9   | 9   | A fini la saison avec les Jets de Winnipeg |
| 23 | Suède       | Alexander Edler     | 52 | 0 | 8  | 8   | 58  | assistant capitaine                        |
| 25 | États-Unis  | Brogan Rafferty     | 1  | 0 | 1  | 1   | 0   |                                            |
| 27 | Canada      | Travis Hamonic      | 38 | 3 | 7  | 10  | 39  |                                            |
| 43 | États-Unis  | Quinton Hughes      | 56 | 3 | 38 | 41  | 22  |                                            |
| 48 | Finlande    | Olli Juolevi        | 23 | 2 | 1  | 3   | 0   |                                            |
| 55 | Canada      | Guillaume Brisebois | 1  | 0 | 0  | 0   | 0   |                                            |
| 57 | États-Unis  | Tyler Myers         | 55 | 6 | 15 | 21  | 51  |                                            |
| 63 | États-Unis  | Jalen Chatfield     | 18 | 0 | 1  | 1   | 12  |                                            |
| 88 | États-Unis  | Nate Schmidt        | 54 | 5 | 10 | 15  | 4   |                                            |

| No | Nationalité | Joueur           | Poste | PJ | B  | A  | Pts | Pun | Commentaire                                          |
| -- | ----------- | ---------------- | ----- | -- | -- | -- | --- | --- | ---------------------------------------------------- |
| 6  | États-Unis  | Brock Boeser     | AD    | 56 | 23 | 26 | 49  | 16  |                                                      |
| 9  | États-Unis  | J.T. Miller      | C     | 53 | 15 | 31 | 46  | 43  |                                                      |
| 13 | Canada      | Jayce Hawryluk   | C     | 30 | 2  | 3  | 5   | 9   |                                                      |
| 15 | Canada      | Matthew Highmore | AG    | 18 | 3  | 2  | 5   | 2   | A commencé la saison avec les Blackhawks de Chicago  |
| 18 | Canada      | Jake Virtanen    | AD    | 38 | 5  | 0  | 5   | 41  |                                                      |
| 20 | Canada      | Brandon Sutter   | C     | 43 | 9  | 3  | 12  | 2   | assistant capitaine                                  |
| 21 | Suède       | Loui Eriksson    | AG    | 7  | 0  | 1  | 1   | 2   |                                                      |
| 24 | États-Unis  | James Vesey      | AG    | 20 | 0  | 3  | 3   | 6   | A commencé la saison avec les Maple Leafs de Toronto |
| 26 | France      | Antoine Roussel  | AG    | 35 | 1  | 3  | 4   | 37  |                                                      |
| 36 | Suède       | Nils Höglander   | AG    | 56 | 13 | 14 | 27  | 16  |                                                      |
| 40 | Suède       | Elias Pettersson | C     | 26 | 10 | 11 | 21  | 6   |                                                      |
| 41 | Canada      | Jonah Gadjovich  | AG    | 1  | 0  | 0  | 0   | 17  |                                                      |
| 44 | Canada      | Tyler Graovac    | C     | 14 | 3  | 1  | 4   | 6   |                                                      |
| 53 | Canada      | Bowie Horvat     | C     | 56 | 19 | 20 | 39  | 23  | capitaine de l'équipe                                |
| 56 | Allemagne   | Marc Michaelis   | AG    | 15 | 0  | 0  | 0   | 2   |                                                      |
| 58 | États-Unis  | William Lockwood | AD    | 2  | 0  | 0  | 0   | 2   |                                                      |
| 64 | États-Unis  | Tyler Motte      | C     | 24 | 6  | 3  | 9   | 14  |                                                      |
| 70 | Canada      | Tanner Pearson   | AG    | 51 | 10 | 8  | 18  | 26  |                                                      |
| 71 | Canada      | Zack MacEwen     | C     | 34 | 1  | 1  | 2   | 44  |                                                      |
| 72 | États-Unis  | Travis Boyd      | C     | 19 | 2  | 0  | 2   | 0   | A commencé la saison avec les Maple Leafs de Toronto |
| 78 | Canada      | Kole Lind        | AD    | 7  | 0  | 0  | 0   | 0   |                                                      |
| 83 | Canada      | Jay Beagle       | AD    | 30 | 1  | 4  | 5   | 8   |                                                      |
| 95 | États-Unis  | Justin Bailey    | AD    | 3  | 0  | 0  | 0   | 2   |                                                      |
| 96 | États-Unis  | Adam Gaudette    | C     | 33 | 4  | 3  | 7   | 12  | A fini la saison avec les Blackhawks de Chicago      |

## Saison régulière

### Match après match
Cette section présente les résultats de la saison régulière qui s'est déroulée du 13 janvier au 12 mai. Le calendrier de cette dernière est annoncé par la ligue le 23 décembre 2020.
Nota : les résultats sont indiqués dans la boîte déroulante ci-dessous afin de ne pas surcharger l'affichage de la page. La colonne « Fiche » indique à chaque match le parcours de l'équipe au niveau des victoires, défaites et défaites en prolongation ou lors de la séance de tir de fusillade (dans l'ordre). La colonne « Pts » indique les points récoltés par l'équipe au cours de la saison. Une victoire rapporte deux points et une défaite en prolongation, un seul.
| No | Date        | Adversaire  | Lieu      | Score    | Buteur(s) des Ducks | Fiche   | Pts | Gardien de but | Patinoire             | Résumé     |
| -- | ----------- | ----------- | --------- | -------- | --- | ------- | --- | -------------- | --------------------- | ---------- |
| 1  | 13 janvier  | Oilers      | Edmonton  | 5-3      | Horvat (Pearson) Höglander (Pearson – Horvat) Gaudette (Roussel – Hamonic) Boeser (Hughes) Boeser (Pettersson – Hughes)                                       | 1-0-0   | 2   | Holtby         | Rogers Place          | [ fdm 1 ]  |
| 2  | 14 janvier  | Oilers      | Edmonton  | 2-5      | Schmidt (Edler) Motte (Hamonic – Hughes) | 1-1-0   | 2   | Demko          | Rogers Place          | [ fdm 2 ]  |
| 3  | 16 janvier  | Flames      | Calgary   | 0-3      | | 1-2-0   | 2   | Holtby         | Scotiabank Saddledome | [ fdm 3 ]  |
| 4  | 18 janvier  | Flames      | Calgary   | 2-5      | Virtanen (Miller) Myers | 1-3-0   | 2   | Demko          | Scotiabank Saddledome | [ fdm 4 ]  |
| 5  | 20 janvier  | Canadiens   | Vancouver | 5-6 (TF) | Horvat (Miller – Hugues) · Motte · Boeser (Hughes – Horvat) · Horvat (Boeser – Miller) · Boeser (Miller – Myers) · TF : Pettersson - Miller - Boeser - Horvat | 2-3-0   | 4   | Horvat         | Rogers Arena          | [ fdm 5 ]  |
| 6  | 21 janvier  | Canadiens   | Vancouver | 7-3      | Horvat (Myers – Höglander) Horvat (Miller – Hughes) Sutter (Myers – Rafferty)                                                                                 | 2-4-0   | 4   | Demko          | Rogers Arena          | [ fdm 6 ]  |
| 7  | 23 janvier  | Canadiens   | Vancouver | 5-2      | Pettersson (Benn – Boeser) Höglander (Schmidt – Horvat) | 2-5-0   | 4   | Holtby         | Rogers Arena          | [ fdm 7 ]  |
| 8  | 25 janvier  | Sénateurs   | Vancouver | 1-7      | Sutter (Edler) Motte (Beagle) Pearson (Höglander) Sutter (Roussel) Hughes (Horvat - Pearson) Juolevi (Horvat) Sutter                                          | 3-5-0   | 6   | Demko          | Rogers Arena          | [ fdm 8 ]  |
| 9  | 27 janvier  | Sénateurs   | Vancouver | 1-5      | Motte (Myers – Beagle) Miller (Hughes – Pettersson) Miller (Benn) Pettersson (Miller – Hughes) Motte (Beagle)                                                 | 4-5-0   | 8   | Demko          | Rogers Arena          | [ fdm 9 ]  |
| 10 | 28 janvier  | Sénateurs   | Vancouver | 1-4      | Boeser (Miller – Hughes) Pettersson (Boeser – Hughes) Boeser (Pettersson – Holtby) Pearson (Höglander – Myers)                                                | 5-5-0   | 10  | Holtby         | Rogers Arena          | [ fdm 10 ] |
| 11 | 30 janvier  | Jets        | Winnipeg  | 4-1      | Boeser (Edler – Pettersson) Höglander (Horvat – Pearson) MacEwen (Benn – Miller) Boeser (Schmidt)                                                             | 6-5-0   | 12  | Demko          | Bell MTS Place        | [ fdm 11 ] |
| 12 | 1er février | Canadiens   | Montréal  | 2-6      | Gaudette Beagle (Motte – Edler) | 6-6-0   | 12  | Holtby         | Centre Bell           | [ fdm 12 ] |
| 13 | 2 février   | Canadiens   | Montréal  | 3-5      | Roussel (Beagle – Hughes) Pettersson (Miller – Hughes) Pearson (Boeser – Hughes)                                                                              | 6-7-0   | 12  | Demko          | Centre Bell           | [ fdm 13 ] |
| 14 | 4 février   | Maple Leafs | Toronto   | 3-7      | Pearson (Pettersson – Höglander) Horvat (Miller – Boeser) Miller (Hughes)                                                                                     | 6-8-0   | 12  | Demko          | Scotiabank Arena      | [ fdm 14 ] |
| 15 | 6 février   | Maple Leafs | Toronto   | 1-5      | Boeser (Hughes – Pettersson) | 6-9-0   | 12  | Holtby         | Scotiabank Arena      | [ fdm 15 ] |
| 16 | 8 février   | Maple Leafs | Toronto   | 1-3      | Pettersson (Hughes – Boeser) | 6-10-0  | 12  | Holtby         | Scotiabank Arena      | [ fdm 16 ] |
| 17 | 11 février  | Flames      | Vancouver | 3-1      | Boeser (Pettersson) | 6-11-0  | 12  | Demko          | Rogers Arena          | [ fdm 17 ] |
| 18 | 13 février  | Flames      | Vancouver | 1-3      | Hughes Myers Sutter (Eriksson) | 7-11-0  | 14  | Demko          | Rogers Arena          | [ fdm 18 ] |
| 19 | 15 février  | Flames      | Vancouver | 4-3 (P)  | Pearson (Hughes – Myers) Horvat (Boeser – Miller) Boeser (Myers – Pettersson)                                                                                 | 7-11-1  | 15  | Demko          | Rogers Arena          | [ fdm 19 ] |
| 20 | 17 février  | Flames      | Calgary   | 5-1      | Benn (Horvat – Höglander) Horvat (Hughes – Höglander) Miller (Pettersson – Boeser) Schmidt (Miller – Boeser) Boeser (Myers)                                   | 8-11-1  | 17  | Holtby         | Scotiabank Saddledome | [ fdm 20 ] |
| 21 | 19 février  | Jets        | Vancouver | 2-0      | | 8-12-1  | 17  | Demko          | Rogers Arena          | [ fdm 21 ] |
| 22 | 21 février  | Jetss       | Vancouver | 4-3 (P)  | Sutter (Benn) Pettersson (Boeser – Miller) Pettersson (Hughes – Miller)                                                                                       | 8-12-2  | 18  | Holtby         | Rogers Arena          | [ fdm 22 ] |
| 23 | 23 février  | Oilers      | Vancouver | 4-3      | Horvat (Schmidt - Pettersson) Myers Pettersson (Miller - Benn)                                                                                                | 8-13-2  | 18  | Demko          | Rogers Arena          | [ fdm 23 ] |
| 24 | 25 février  | Oilers      | Vancouver | 3-0      | | 8-14-2  | 18  | Demko          | Rogers Arena          | [ fdm 24 ] |
| 25 | 1er mars    | Jets        | Winnipeg  | 4-0      | Schmidt (Sutter – Gaudette) Miller (Schmidt – Pettersson) Höglander (Myers – Gaudette) Pettersson (Boeser)                                                    | 9-14-2  | 20  | Demko          | Bell MTS Place        | [ fdm 25 ] |
| 26 | 2 mars      | Jets        | Winnipeg  | 2-5      | Pettersson (Boeser) Miller (Hughes – Boeser) | 9-15-2  | 20  | Holtby         | Bell MTS Place        | [ fdm 26 ] |
| 27 | 4 mars      | Maple Leafs | Vancouver | 1-3      | Virtanen Virtanen (Gaudette – Myers) Horvat (Edler – Schmidt)                                                                                                 | 10-15-2 | 22  | Demko          | Rogers Arena          | [ fdm 27 ] |
| 28 | 6 mars      | Maple Leafs | Vancouver | 2-4      | Boeser (Miller – Horvat) Horvat (Boeser – Miller) Miller (Boeser – Edler) Höglander (Schmidt)                                                                 | 11-15-2 | 24  | Demko          | Rogers Arena          | [ fdm 28 ] |
| 29 | 8 mars      | Canadiens   | Vancouver | 1-2 (TF) | Gaudette (Horvat – Hughes) · TF : Boeser - Miller - Horvat | 12-15-2 | 26  | Demko          | Rogers Arena          | [ fdm 29 ] |
| 30 | 10 mars     | Canadiens   | Vancouver | 5-1      | Boeser (Hughes – Miller) | 12-16-2 | 26  | Demko          | Rogers Arena          | [ fdm 30 ] |
| 31 | 13 mars     | Oilers      | Vancouver | 1-2      | Horvat (Pearson – Miller) Myers (Benn – Höglander) | 13-16-2 | 28  | Demko          | Rogers Arena          | [ fdm 31 ] |
| 32 | 15 mars     | Sénateurs   | Ottawa    | 3-2 (P)  | Hawryluk (Sutter – Benn) Pearson Miller (Hughes – Horvat) | 14-16-2 | 30  | Demko          | Centre Canadian Tire  | [ fdm 32 ] |
| 33 | 17 mars     | Sénateurs   | Ottawa    | 3-2 (TF) | Boeser (Horvat – Schmidt) · Horvat (Höglander) · TF : Boeser - Miller - Horvat - Gaudette                                                                     | 15-16-2 | 32  | Demko          | Centre Canadian Tire  | [ fdm 33 ] |
| 34 | 19 mars     | Canadiens   | Montréal  | 3-2 (P)  | Gaudette (Roussel – MacEwen) Höglander (Schmidt – Boeser) Miller (Hughes)                                                                                     | 16-16-2 | 34  | Demko          | Centre Bell           | [ fdm 34 ] |
| 35 | 20 mars     | Canadiens   | Montréal  | 4-5 (TF) | Virtanen (Miller) · Boeser (Hughes – Horvat) · Horvat (Hughes – Höglander) · Motte (Hawryluk – Benn) · TF : Boeser - Miller - Horvat - Gaudette - Vesey       | 16-16-3 | 34  | Holtby         | Centre Bell           | [ fdm 35 ] |
| 36 | 22 mars     | Jets        | Vancouver | 4-0      | | 16-17-3 | 35  | Demko          | Rogers Arena          | [ fdm 36 ] |
| 37 | 24 mars     | Jets        | Vancouver | 5-1      | Höglander (Horvat – Boeser) | 16-18-3 | 35  | Demko          | Rogers Arena          | [ fdm 37 ] |
| 38 | 18 avril    | Maple Leafs | Vancouver | 2-3 (P)  | Horvat (Höglander) Höglander (Chatfield – Horvat) Horvat (Myers – Boeser)                                                                                     | 17-18-3 | 37  | Holtby         | Rogers Arena          | [ fdm 38 ] |
| 39 | 20 avril    | Maple Leafs | Vancouver | 3-6      | Sutter (Boeser – Hamonic) Hughes (Miller) Höglander (Boeser – Hughes) Pearson (Miller – Hughes) Pearson Sutter (Schmidt)                                      | 18-18-3 | 39  | Holtby         | Rogers Arena          | [ fdm 39 ] |
| 40 | 22 avril    | Sénateurs   | Vancouver | 3-0      | | 18-19-3 | 39  | Demko          | Rogers Arena          | [ fdm 40 ] |
| 41 | 24 avril    | Sénateurs   | Vancouver | 4-2      | Schmidt Boeser (Hughes – Miller) Pearson (Horvat – Hamonic) Miller (Motte – Horvat)                                                                           | 19-19-3 | 41  | Holtby         | Rogers Arena          | [ fdm 41 ] |
| 42 | 26 avril    | Sénateurs   | Ottawa    | 1-2      | Juolevi (Myers – Sutter) | 19-20-3 | 41  | Holtby         | Centre Canadian Tire  | [ fdm 42 ] |
| 43 | 28 avril    | Sénateurs   | Ottawa    | 3-6      | Myers (Juolevi – Höglander) Virtanen (Motte) Sutter (Myers – Hughes)                                                                                          | 19-21-3 | 41  | Demko          | Centre Canadian Tire  | [ fdm 43 ] |
| 44 | 29 avril    | Maple Leafs | Toronto   | 1-4      | Miller (Hughes – Horvat) | 19-22-3 | 41  | Holtby         | Scotiabank Arena      | [ fdm 44 ] |
| 45 | 1er mai     | Maple Leafs | Toronto   | 1-5      | Pearson (Hughes – Horvat) | 19-23-3 | 41  | Demko          | Scotiabank Arena      | [ fdm 45 ] |
| 46 | 3 mai       | Oilers      | Vancouver | 5-3      | Schmidt (Miller – Hoglander) Miller Boeser (Horvat) | 19-24-3 | 41  | Holtby         | Rogers Arena          | [ fdm 46 ] |
| 47 | 4 mai       | Oilers      | Vancouver | 4-1      | Boeser (Hoglander – Edler) | 19-25-3 | 41  | Demko          | Rogers Arena          | [ fdm 47 ] |
| 48 | 6 mai       | Oilers      | Edmonton  | 6-3      | Hoglander (Miller – Hamonic) Rathbone (Hawryluk) Hamonic (Boeser – Hoglander) Hawryluk (Schmidt – Highmore) Graovac Boeser (Pearson)                          | 20-25-3 | 43  | Demko          | Rogers Place          | [ fdm 48 ] |
| 49 | 8 mai       | Oilers      | Edmonton  | 3-4      | Miller Boyd (Vesey) Graovac (Hawryluk – Hughes) | 20-26-3 | 43  | Demko          | Rogers Place          | [ fdm 49 ] |
| 50 | 10 mai      | Jets        | Winnipeg  | 3-1      | Hoglander Horvat (Pearson - Highmore) Hoglander (Miller – Rathbone)                                                                                           | 21-26-3 | 45  | Demko          | Bell MTS Place        | [ fdm 50 ] |
| 51 | 11 mai      | Jets        | Winnipeg  | 0-5      | | 21-27-3 | 45  | Holtby         | Bell MTS Place        | [ fdm 51 ] |
| 52 | 13 mai      | Flames      | Calgary   | 1-4      | Highmore (Hamonic – Boeser) | 21-28-3 | 45  | Demko          | Scotiabank Saddledome | [ fdm 52 ] |
| 53 | 15 mai      | Oilers      | Edmonton  | 4-1      | Horvat (Pearson) Highmore (Miller – Hughes) Boyd (Vesey) Highmore (Boeser – Miller)                                                                           | 22-28-3 | 47  | Demko          | Rogers Place          | [ fdm 53 ] |
| 54 | 16 mai      | Flames      | Vancouver | 6-5 (P)  | Hamonic (Hughes) Graovac (Miller – Hughes) Boeser (Hughes) Miller (Vesey) Boeser (Edler – Miller)                                                             | 22-28-4 | 48  | Holtby         | Rogers Arena          | [ fdm 54 ] |
| 55 | 18 mai      | Flames      | Vancouver | 2-4      | Hamonic (Graovac – Hughes) Hoglander (Myers – Horvat) Myers (Boeser – Miller) Boeser (Hamonic)                                                                | 23-28-4 | 50  | Demko          | Rogers Arena          | [ fdm 55 ] |
| 56 | 19 mai      | Flames      | Calgary   | 2-6      | Horvat (Boeser – Rathbone) Miller (Boeser – Myers) | 23-29-4 | 50  | Holtby         | Scotiabank Saddledome | [ fdm 56 ] |

### Classement de l'équipe
L'équipe des Canucks finit à la septième et dernière place de la division Nord Scotia et ne se qualifient pas pour les Séries éliminatoires, Les Maples Leafs sont sacrés champions de la division. Au niveau de la Ligue nationale de hockey, cela les place à la vingt-quatrième place, les premiers étant l'Avalanche du Colorado avec huitante-deux points.
| Clt   | Équipe                 | PJ | V  | D  | DP | BP  | BC  | Pts |
| ----- | ---------------------- | -- | -- | -- | -- | --- | --- | --- |
| +001, | Maple Leafs de Toronto | 56 | 35 | 13 | 7  | 185 | 144 | 77  |
| +002, | Oilers d'Edmonton      | 56 | 35 | 19 | 2  | 183 | 154 | 72  |
| +003, | Jets de Winnipeg       | 56 | 30 | 23 | 3  | 170 | 154 | 63  |
| +004, | Canadiens de Montréal  | 56 | 24 | 21 | 11 | 159 | 168 | 59  |
| +005, | Flames de Calgary      | 56 | 26 | 27 | 3  | 156 | 161 | 55  |
| +006, | Sénateurs d'Ottawa     | 56 | 23 | 28 | 5  | 157 | 190 | 51  |
| +007, | Canucks de Vancouver   | 56 | 23 | 29 | 4  | 151 | 188 | 50  |

- En gras : vainqueur de division
- En italique : équipe qualifiée pour les séries

Avec cent-cinquante et un buts inscrits, les Canucks possèdent la vingt-quatrième attaque de la ligue, les meilleures étant l'Avalanche du Colorado avec cent-nonante-sept buts comptabilisés et les moins performants étant les Ducks d'Anaheim avec cent-vingt-six buts. Au niveau défensif, les Canucks accordent cent-huitante-huit buts, soit la vingt-sixième place pour la ligue, les Golden Knights de Vegas est l'équipe qui a concédé le moins de buts (cent-vingt-quatre) alors qu'au contraire, les Flyers de Philadelphie en accordent deux-cent-un buts.

### Meneurs de la saison
Brock Boeser est le joueur des Canucks qui a inscrit le plus de buts (vingt-trois), le classant à la 21e position au niveau de la ligue. Ce classement est remporté par Auston Matthews des Maple Leafs de Toronto avec quarante et une réalisations. 
Le joueur comptabilisant le plus d'aides chez les Canucks est Quinton Hughes avec trente-huit aides, ce qui le classe au 15e rang au niveau de la ligue. le meilleur étant Connor McDavid des Oilers d'Edmonton avec septante et une passes comptabilisées.
Brock Boeser, obtenant un total de quarante-neuf points est le joueur des Canucks le mieux placé au classement par point, terminant à la 31e place au niveau de la ligue. Connor McDavid en comptabilise cent-quatre pour remporter ce classement.
Au niveau des défenseurs, Quinton Hughes est le défenseur le plus prolifique de la saison avec un total de quarante et un points, terminant à la 10e place au niveau de la ligue. Tyson Barrie des Oilers d'Edmonton est le défenseur comptabilisant le plus de points avec un total de quarante-huit.
Concernant les Gardien, Thatcher Demko accorde nonante-neuf buts en deux-mille-huitante-sept minutes, pour un pourcentage d’arrêt de nonante et un, cinq et Braden Holtby accorde, quant à lui, septante-sept buts en mille-deux-cent-soixante et une minutes, pour un pourcentage d'arrêt de huitante-huit, neuf.Jack Campbell est le gardien ayant accordé le moins de buts (quarante-trois) et Connor Hellebuyck le plus (cent-douze), Hellebuyck est également le gardien disputant le plus de minutes de jeu (deux-mille-six-cent-deux), Alexander Nedeljkovic est le gardien présentant le meilleur taux d’arrêts avec (nonante-trois, deux) et Carter Hart le pire (huitante-sept, sept).
A propos des recrues, Nils Höglander comptabilise vingt-sept points, finissant à la 6e place au niveau de la ligue. Kirill Kaprizov du Wild du Minnesota est la recrue la plus prolifique avec un total de cinquante et un point.
Enfin, au niveau des pénalités, les Canucks ont totalisé cinq-cent-cinquante et une minutes de pénalité dont cinquante-huit minutes pour Alexandre Edler. Le joueur le plus pénalisé de la ligue est Tom Wilson des Capitals de Washington avec nonante-six minutes et l'équipe la plus pénalisée est le Lightning de Tampa Bay.